# Campeonato Sul-Americano de Futebol Sub-20 de 2013
O Campeonato Sul-Americano de Futebol Sub-20 de 2013 foi a 26ª edição da competição organizada pela Confederação Sul-Americana de Futebol (CONMEBOL) para jogadores com até 20 anos de idade.
As partidas foram disputadas entre 9 de janeiro e 3 de fevereiro nas cidades de Mendoza e San Juan, na Argentina. O torneio distribuiu quatro vagas para o Campeonato Mundial da categoria, na Turquia.
A Colômbia conquistou o título da categoria pela terceira vez, o primeiro desde 2005. Paraguai, Uruguai e Chile completaram a relação de classificados para o mundial sub-20.

## Equipes participantes
Todas as dez equipes filiadas a CONMEBOL participaram do evento:
| Grupo A - Argentina - Paraguai - Chile - Colômbia - Bolívia | Grupo B - Brasil - Uruguai - Equador - Peru - Venezuela |

## Sedes
A Asociación del Fútbol Argentino anunciou as seguintes sedes para o torneio:
| Mendoza                     | San Juan                 |
| --------------------------- | ------------------------ |
| Estádio Malvinas Argentinas | Estádio del Bicentenario |
| Capacidade: 40 268          | Capacidade: 25 000       |
| Estádio Malvinas Argentinas | Estádio del Bicentenario |

## Elencos
As seleções envolvidas no torneio enviaram uma lista de 22 jogadores. Só foram aceitas inscrições de jogadores nascidos até 1 de janeiro de 1993.[carece de fontes?]

## Árbitros
A Comissão de Árbitros da CONMEBOL selecionou dez árbitros e dez assistentes para o torneio.
| Árbitros             | Assistentes           |
| -------------------- | --------------------- |
| ARG Patricio Loustau | ARG Diego Bonfá       |
| BOL Raúl Orosco      | BOL Wilson Arellano   |
| BRA Sandro Ricci     | BRA Marcelo Van Gasse |
| CHI Julio Bascuñán   | CHI Carlos Astroza    |
| COL José Buitrago    | COL Wilmar Navarro    |

| Árbitros             | Assistentes         |
| -------------------- | ------------------- |
| ECU Carlos Vera      | ECU Byron Romero    |
| PAR Enrique Cáceres  | PAR Darío Gaona     |
| PER Víctor Carrillo  | PER Raúl López Cruz |
| URU Daniel Fedorczuk | URU Nicolás Tarán   |
| VEN Marlon Escalante | VEN Carlos López    |

## Fórmula de disputa
As dez equipes participantes foram divididas em dois grupos de cinco para a disputa da primeira fase, onde enfrentaram os adversários dentro do grupo, totalizando quatro partidas para cada. As três equipes com o maior número de pontos em cada grupo avançaram para a fase final, disputada no sistema de todos contra todos. A equipe que somasse o maior número de pontos ao final das cinco partidas seria declarada campeã sul-americana sub-20 e se classificou ao Campeonato Mundial de Futebol Sub-20 de 2013, assim como o vice-campeão, o terceiro e o quarto colocados.
Em caso de empate por pontos, a classificação se determinaria através dos seguintes critérios, seguindo a ordem:
1. Saldo de gols
2. Número de gols a favor (gols pró)
3. Resultado da partida entre as equipes em questão
4. Sorteio

## Primeira fase
Todas as partidas seguem o fuso horário da Argentina (UTC-3).

### Grupo A
| Seleção   | P  | J | V | E | D | GP | GC | SG  |
| --------- | -- | - | - | - | - | -- | -- | --- |
| Chile     | 12 | 4 | 4 | 0 | 0 | 8  | 3  | +5  |
| Colômbia  | 6  | 4 | 2 | 0 | 2 | 10 | 5  | +5  |
| Paraguai  | 6  | 4 | 2 | 0 | 2 | 9  | 6  | +3  |
| Argentina | 4  | 4 | 1 | 1 | 2 | 6  | 7  | –1  |
| Bolívia   | 1  | 4 | 0 | 1 | 3 | 3  | 15 | –12 |

Primeira rodada
| 9 de janeiro | Paraguai | 0 – 1     | Colômbia    | Estádio Malvinas Argentinas, Mendoza |
| 20:00        |          | Relatório | Córdoba 34' | Árbitro: ECU Carlos Vera             |

| 9 de janeiro | Argentina | 0 – 1     | Chile        | Estádio Malvinas Argentinas, Mendoza |
| 22:15        |           | Relatório | Castillo 21' | Árbitro: BRA Sandro Ricci            |

Segunda rodada
| 11 de janeiro | Argentina  | 1 – 2     | Paraguai                     | Estádio Malvinas Argentinas, Mendoza |
| 20:00         | Vietto 37' | Relatório | González 60' · Domínguez 67' | Árbitro: PER Víctor Carrillo         |

| 11 de janeiro | Chile                       | 2 – 0     | Bolívia | Estádio Malvinas Argentinas, Mendoza |
| 22:15         | Castillo 52' · Cuevas 90+8' | Relatório |         | Árbitro: VEN Marlon Escalante        |

Terceira rodada
| 13 de janeiro | Chile                      | 2 – 1     | Colômbia     | Estádio Malvinas Argentinas, Mendoza |
| 17:45         | Cuevas 6' · Lichnovsky 31' | Relatório | Quintero 82' | Árbitro: ECU Carlos Vera             |

| 13 de janeiro | Argentina               | 2 – 2     | Bolívia                   | Estádio Malvinas Argentinas, Mendoza |
| 20:00         | Melano 48' · Vietto 64' | Relatório | Bejarano 11' · Vargas 87' | Árbitro: URU Daniel Fedorczuk        |

Quarta rodada
| 15 de janeiro | Paraguai                  | 2 – 3     | Chile                                    | Estádio Malvinas Argentinas, Mendoza |
| 20:00         | González 8' · Alborno 54' | Relatório | Rojas 22' · Maturana 37' · Contreras 90' | Árbitro: VEN Marlon Escalante        |

| 15 de janeiro | Colômbia                                           | 6 – 0     | Bolívia | Estádio Malvinas Argentinas, Mendoza |
| 22:15         | Borja 45', 52', 57' · Nieto 50' · Córdoba 75', 86' | Relatório |         | Árbitro: BRA Sandro Ricci            |

Quinta rodada
| 17 de janeiro | Paraguai                                             | 5 – 1     | Bolívia    | Estádio Malvinas Argentinas, Mendoza |
| 17:45         | Gómez 8' · González 31' · Pérez 62', 64' · Rojas 68' | Relatório | Vargas 57' | Árbitro: URU Daniel Fedorczuk        |

| 17 de janeiro | Argentina                                 | 3 – 2     | Colômbia                 | Estádio Malvinas Argentinas, Mendoza |
| 20:00         | Ruiz 13' (pen) · Iturbe 46' · Allione 69' | Relatório | Perea 50' · Quintero 74' | Árbitro: PER Víctor Carrillo         |

### Grupo B
| Seleção   | P | J | V | E | D | GP | GC | SG |
| --------- | - | - | - | - | - | -- | -- | -- |
| Peru      | 7 | 4 | 2 | 1 | 1 | 7  | 5  | +2 |
| Uruguai   | 6 | 4 | 1 | 3 | 0 | 10 | 9  | +1 |
| Equador   | 5 | 4 | 1 | 2 | 1 | 5  | 5  | 0  |
| Venezuela | 4 | 4 | 1 | 1 | 2 | 3  | 4  | –1 |
| Brasil    | 4 | 4 | 1 | 1 | 2 | 4  | 6  | –2 |

Primeira rodada
| 10 de janeiro | Brasil          | 1 – 1     | Equador      | Estádio del Bicentenario, San Juan |
| 20:00         | León 38' (g.c.) | Relatório | Parrales 28' | Árbitro: COL José Buitrago         |

| 10 de janeiro | Uruguai                                | 3 – 3     | Peru                                        | Estádio del Bicentenario, San Juan |
| 22:15         | López 40' · Betancourt 54' · Rolán 56' | Relatório | Reyna 19' · Gómez 44' · Benavente 86' (pen) | Árbitro: PAR Enrique Cáceres       |

Segunda rodada
| 12 de janeiro | Brasil                       | 2 – 3     | Uruguai                           | Estádio del Bicentenario, San Juan |
| 20:00         | Fred 70' · Marcos Júnior 72' | Relatório | Laxalt 6' · Rolán 47' · López 90' | Árbitro: ARG Patricio Loustau      |

| 12 de janeiro | Equador | 0 – 1     | Venezuela    | Estádio del Bicentenario, San Juan |
| 22:15         |         | Relatório | Martínez 28' | Árbitro: BOL Raúl Orosco           |

Terceira rodada
| 14 de janeiro | Peru                | 1 – 0     | Venezuela | Estádio del Bicentenario, San Juan |
| 20:00         | Benavente 36' (pen) | Relatório |           | Árbitro: CHI Julio Bascuñán        |

| 14 de janeiro | Uruguai                 | 2 – 2     | Equador                         | Estádio del Bicentenario, San Juan |
| 22:15         | López 19' · Aguirre 85' | Relatório | Esterilla 45+1' · Gutiérrez 55' | Árbitro: COL José Buitrago         |

Quarta rodada
| 16 de janeiro | Brasil                    | 1 – 0     | Venezuela | Estádio del Bicentenario, San Juan |
| 20:00         | Felipe Anderson 45' (pen) | Relatório |           | Árbitro: BOL Raúl Orosco           |

| 16 de janeiro | Equador                      | 2 – 1     | Peru           | Estádio del Bicentenario, San Juan |
| 22:15         | Esterilla 79' · Cevallos 82' | Relatório | Deza 65' (pen) | Árbitro: PAR Enrique Cáceres       |

Quinta rodada
| 18 de janeiro | Uruguai                     | 2 – 2     | Venezuela               | Estádio del Bicentenario, San Juan |
| 17:45         | Rolán 25' (pen) · López 54' | Relatório | Martínez 20' · Añor 47' | Árbitro: CHI Julio Bascuñán        |

| 18 de janeiro | Brasil | 0 – 2     | Peru                   | Estádio del Bicentenario, San Juan |
| 20:00         |        | Relatório | Reyna 23' · Flores 90' | Árbitro: ARG Patricio Loustau      |

## Fase final
| Seleção  | P  | J | V | E | D | GP | GC | SG |
| -------- | -- | - | - | - | - | -- | -- | -- |
| Colômbia | 12 | 5 | 4 | 0 | 1 | 6  | 3  | +3 |
| Paraguai | 10 | 5 | 3 | 1 | 1 | 7  | 4  | +3 |
| Uruguai  | 9  | 5 | 3 | 0 | 2 | 5  | 3  | +2 |
| Chile    | 7  | 5 | 2 | 1 | 2 | 7  | 6  | +1 |
| Peru     | 5  | 5 | 1 | 2 | 2 | 6  | 8  | –2 |
| Equador  | 0  | 5 | 0 | 0 | 5 | 4  | 11 | –7 |

Primeira rodada
| 20 de janeiro | Chile       | 1 – 3     | Paraguai                               | Estádio Malvinas Argentinas, Mendoza |
| 17:30         | Castillo 8' | Relatório | González 59' · Pérez 77' · Cardozo 81' | Árbitro: ARG Patricio Loustau        |

| 20 de janeiro | Peru      | 1 – 3     | Uruguai                                | Estádio Malvinas Argentinas, Mendoza |
| 19:45         | Reyna 42' | Relatório | Formiliano 12' · López 68' · Rolán 88' | Árbitro: ECU Carlos Vera             |

| 20 de janeiro | Colômbia                 | 2 – 1     | Equador      | Estádio Malvinas Argentinas, Mendoza |
| 22:00         | Nieto 49' · Quintero 69' | Relatório | Parrales 84' | Árbitro: PAR Enrique Cáceres         |

Segunda rodada
| 23 de janeiro | Chile                                                 | 4 – 1     | Equador       | Estádio Malvinas Argentinas, Mendoza |
| 17:30         | Castillo 17' · Rubio 27' (pen) · Baeza 74' · Mora 82' | Relatório | Esterilla 67' | Árbitro: PER Víctor Carrillo         |

| 23 de janeiro | Peru       | 1 – 1     | Paraguai   | Estádio Malvinas Argentinas, Mendoza |
| 19:45         | Araujo 27' | Relatório | Alonso 81' | Árbitro: BOL Raúl Orosco             |

| 23 de janeiro | Colômbia    | 1 – 0     | Uruguai | Estádio Malvinas Argentinas, Mendoza |
| 22:00         | Córdoba 38' | Relatório |         | Árbitro: BRA Sandro Ricci            |

Terceira rodada
| 27 de janeiro | Chile | 0 – 1     | Uruguai   | Estádio Malvinas Argentinas, Mendoza |
| 17:30         |       | Relatório | Bueno 62' | Árbitro: VEN Marlon Escalante        |

| 27 de janeiro | Peru | 0 – 1     | Colômbia           | Estádio Malvinas Argentinas, Mendoza |
| 19:45         |      | Relatório | Quintero 17' (pen) | Árbitro: ARG Patricio Loustau        |

| 27 de janeiro | Paraguai       | 1 – 0     | Equador | Estádio Malvinas Argentinas, Mendoza |
| 22:00         | Villamayor 86' | Relatório |         | Árbitro: COL José Buitrago           |

Quarta rodada
| 30 de janeiro | Chile              | 1 – 0     | Colômbia | Estádio Malvinas Argentinas, Mendoza |
| 17:30         | Castillo 45' (pen) | Relatório |          | Árbitro: BOL Raúl Orosco             |

| 30 de janeiro | Peru                      | 3 – 2     | Equador                     | Estádio Malvinas Argentinas, Mendoza |
| 19:45         | Reyna 27', 33' · Polo 81' | Relatório | Uchuari 50' · Esterilla 69' | Árbitro: VEN Marlon Escalante        |

| 30 de janeiro | Paraguai   | 1 – 0     | Uruguai | Estádio Malvinas Argentinas, Mendoza |
| 22:00         | Alonso 59' | Relatório |         | Árbitro: BRA Sandro Ricci            |

Quinta rodada
| 3 de fevereiro | Uruguai  | 1 – 0     | Equador | Estádio Malvinas Argentinas, Mendoza |
| 17:15          | López 5' | Relatório |         | Árbitro: COL José Buitrago           |

| 3 de fevereiro | Chile       | 1 – 1     | Peru      | Estádio Malvinas Argentinas, Mendoza |
| 19:15          | Rabello 33' | Relatório | Flores 7' | Árbitro: PAR Enrique Cáceres         |

| 3 de fevereiro | Colômbia                   | 2 – 1     | Paraguai  | Estádio Malvinas Argentinas, Mendoza |
| 21:15          | Quintero 24' · Vergara 54' | Relatório | Rojas 88' | Árbitro: ARG Patricio Loustau        |

## Premiação
| Campeonato Sul-Americano Sub-20 de 2013 |
| Colômbia                                |
| --------------------------------------- |
| COLÔMBIA Campeã (3º título)             |

## Artilharia
| 6 gols (1) - URU Nicolás López 5 gols (3) - CHI Nicolás Castillo - COL Juan Fernando Quintero - PER Yordy Reyna 4 gols (4) - COL John Córdoba - ECU Ely Esterilla - PAR Derlis González - URU Diego Rolán 3 gols (2) - COL Miguel Borja - PAR Matías Rodrigo Pérez 2 gols (10) - ARG Luciano Vietto - BOL Rodrigo Vargas - CHI Cristian Cuevas - COL Juan Pablo Nieto - ECU Miguel Parrales - PAR Jorge Rojas - PAR Junior Alonso | 2 gols (continuação) - PER Cristian Benavente - PER Edison Flores - VEN Josef Martínez 1 gol (36) - ARG Agustín Allione - ARG Alan Ruiz - ARG Juan Manuel Iturbe - ARG Lucas Melano - BOL Danny Bejarano - BRA Felipe Anderson - BRA Fred - BRA Marcos Júnior - CHI Alejandro Contreras - CHI Bryan Rabello - CHI Claudio Baeza - CHI Diego Rojas - CHI Diego Rubio - CHI Felipe Mora - CHI Igor Lichnovsky - CHI Nicolás Maturana - COL Brayan Perea | 1 gol (continuação) - COL Jherson Vergara - ECU Jonny Uchuari - ECU José Cevallos - ECU José Luis Gutiérrez - PAR Ángel Cardozo - PAR Cecilio Domínguez - PAR Gustavo Gómez - PAR Juan Villamayor - PAR Rodrigo Alborno - PER Andy Polo - PER Edwin Gómez - PER Jean Deza - PER Miguel Araujo - URU Diego Laxalt - URU Fabricio Formiliano - URU Gonzalo Bueno - URU Rodrigo Aguirre - URU Rubén Betancourt - VEN Juan Pablo Añor Gols-contra (1) - ECU Luis Fernando León (para o Brasil) |